# Ройзман, Леонид Исаакович
Леони́д Исаа́кович Ро́йзман (22 декабря 1915 [4 января 1916], Киев — 26 марта 1989, Москва) — советский органист, пианист, музыковед и музыкальный педагог еврейского происхождения. Заслуженный деятель искусств РСФСР (1966), доктор искусствоведения (1982).

## Биография
Леонид Ройзман родился 4 января 1916 года в Киеве, в семье учительницы Екатерины Михайловны Ройзман (1879—1951), урождённой Гроцкой, и преподавателя математики Исаака Григорьевича Ройзмана (1875—1936) — социал-демократов, участников революционного движения и членов Общества бывших политкаторжан и ссыльнопоселенцев.
Окончил училище при Московской консерватории по фортепиано у Б. М. Медведева, затем — Московскую консерваторию по классу фортепиано у А. Б. Гольденвейзера (1938; 1941 — аспирантура) и по классу органа у А. Ф. Гёдике (1941; 1946 — аспирантура).
В 1958—1969 годах Ройзман был председателем организованной им постоянной комиссии по органостроению, с 1969 года — заместителем председателя Совета по органостроению Министерства культуры СССР. Не меньшее значение, чем исполнительская и педагогическая, имела его организаторская и общественная деятельность. Благодаря инициативе Ройзмана в 1960—1980-х годах в разных городах России был установлен ряд новых духовых органов.
Был женат на Ларисе Васильевне Мохель, его бывшей ученице, ставшей преподавателем фортепиано. Детей у них не было.
Умер в Москве 26 марта 1989 года. Похоронен рядом с родителями на Новодевичьем кладбище в Москве (2 уч., 39 ряд).

### Педагогическая деятельность
С 1942 года и до конца своих дней Леонид Ройзман преподавал в Московской консерватории специальное фортепиано и орган, а также клавесин. После смерти А. Ф. Гёдике, в 1957 году возглавил органный класс. С 1963 года — профессор Московской консерватории. Также на протяжении многих лет преподавал специальное фортепиано в училище при консерватории. Благодаря его инициативе в здании училища в 1967—1968 годах были установлены два органа немецкой фирмы «W. Sauer» и учащиеся получили возможность учиться игре на этом инструменте.
Среди учеников Ройзмана — основатели национальной профессиональной органной школы в республиках СССР: Леопольдас Дигрис (Литва), Этери Мгалоблишвили (Грузия), Владимир Тебенихин (Казахстан), а также большое количество концертирующих российских органистов и преподавателей органа, в числе которых:
- Н. Н. Гуреева (1936—2022) — профессор Московской консерватории, возглавила органный класс после смерти Ройзмана, заслуженная артистка и деятель искусств России;
- Г. И. Козлова (1937—1997) — профессор и основатель органного класса Нижегородской консерватории;
- О. Г. Янченко (1939—2002) — профессор Московской консерватории, солист Московской филармонии, народный артист РФ;
- Г. В. Семёнова (р. 1939) — преподаватель органа Академического музыкального училища, заслуженный работник культуры РФ;
- А. Е. Майкапар (1946—2021) — заслуженный артист РФ;
- Р. К. Абдуллин (р. 1950) — ректор Казанской консерватории (1988—2021), народный артист Республики Татарстан, народный артист и заслуженный деятель искусств РФ;
- Л. Б. Шишханова (1947—2023) — доцент Московской консерватории, народная артистка РФ;
- А. В. Фисейский (р. 1950) — основатель органного класса в РАМ имени Гнесиных в Москве, заслуженный артист РФ;
- А. А. Паршин (р. 1957) — профессор Московской консерватории, заслуженный артист и деятель искусств РФ;
- А. С. Семёнов — доцент Московской консерватории, заслуженный артист РФ;
- М. Н. Чебуркина (р. 1965) — российско-французская органистка, доктор искусствоведения, кавалер Ордена искусств и литературы Франции.

### Творчество
Как органист Леонид Ройзман много концертировал как в республиках СССР, так и за рубежом. Его широкий репертуар включал произведения разных эпох и стилей, в том числе музыку И. С. Баха и его предшественников, произведения советских композиторов.
Как историк-исследователь и музыковед Ройзман в течение 30 лет собирал ценнейший материал, изучая архивы, летописи, первые русские печатные издания, огромное количество периодики, начиная со 2-й половины XVIII века. Результатом этой деятельности стал фундаментальный труд — «Орган в истории русской музыкальной культуры», изданный в 1979 году и переизданный в 2001 году. Благодаря этой работе многие поколения российских органистов имели возможность получить исчерпывающую информацию о судьбе органа в России от его истоков до первой половины XX века. Кроме этого, им были написаны книга «Органная культура Эстонии» и большое количество статей по вопросам исполнительства и фортепианной педагогики. Регулярно выступая в печати по вопросам истории органостроения и обучения органистов, Ройзман способствовал привлечению внимания советских музыкантов и слушателей к подобной проблематике.
В отличие от стран, где орган вовлечён в богослужение, в связи с антирелигиозной советской пропагандой орган в СССР получил роль сугубо светского концертного музыкального инструмента. Ройзман заботился о расширении светского отечественного органного концертного репертуара, привлекая современных композиторов и делая разного рода обработки для органа. Результатом его усилий, в частности, стал выпуск двух томов антологии «Советская органная музыка» (1971, 1974). В его редакции также были опубликованы ряд клавирных сочинений Г. Ф. Генделя и И. С. Баха (за исключением Хорошо темперированного клавира), серия «Старые мастера» из 6 выпусков, фортепианные сонаты Й. Гайдна, фортепианные концерты Й. Гайдна, В. А. Моцарта, К. М. Вебера, Ф. Мендельсона, Н. А. Римского-Корсакова, С. М. Ляпунова, Э. Мак-Доуэлла, свыше 500 произведений разных композиторов для учащихся и др. Кроме того, Ройзман был членом международной редакционной коллегии Нового собрания сочинений И. С. Баха.

## Интересные факты
- В фильме Андрея Тарковского «Солярис» (1972) в исполнении Леонида Ройзмана звучит хоральная прелюдия «Ich ruf’ zu dir, Herr Jesu Christ» (BWV 639) из Органной книжечки И. С. Баха[10].
- Л. Ройзман — главный герой и рассказчик-ведущий в документальном фильме «Органное многоголосье» (1970, реж. И. Шароев).
- Имя Ройзмана носит Международный фестиваль органной музыки, который с 1997 года проходит раз в несколько лет в Ярославской филармонии[11].